# Gare des Évouettes
La gare des Évouettes, est une gare ferroviaire suisse de la ligne St-Gingolph–Bouveret–Monthey–St-Maurice (dite aussi ligne du Tonkin), située aux Évouettes sur le territoire de la commune de Port-Valais du district de Monthey dans le canton du Valais.
C'est une halte voyageurs RegionAlps desservie par des trains Regio du RER Valais.

## Situation ferroviaire
Établie à 377,7 mètres d'altitude, la halte des Évouettes est située au point kilométrique (PK) 19,53 de la ligne St-Gingolph–Bouveret–Monthey–St-Maurice entre les gares du Bouveret et de Vouvry.

## Histoire

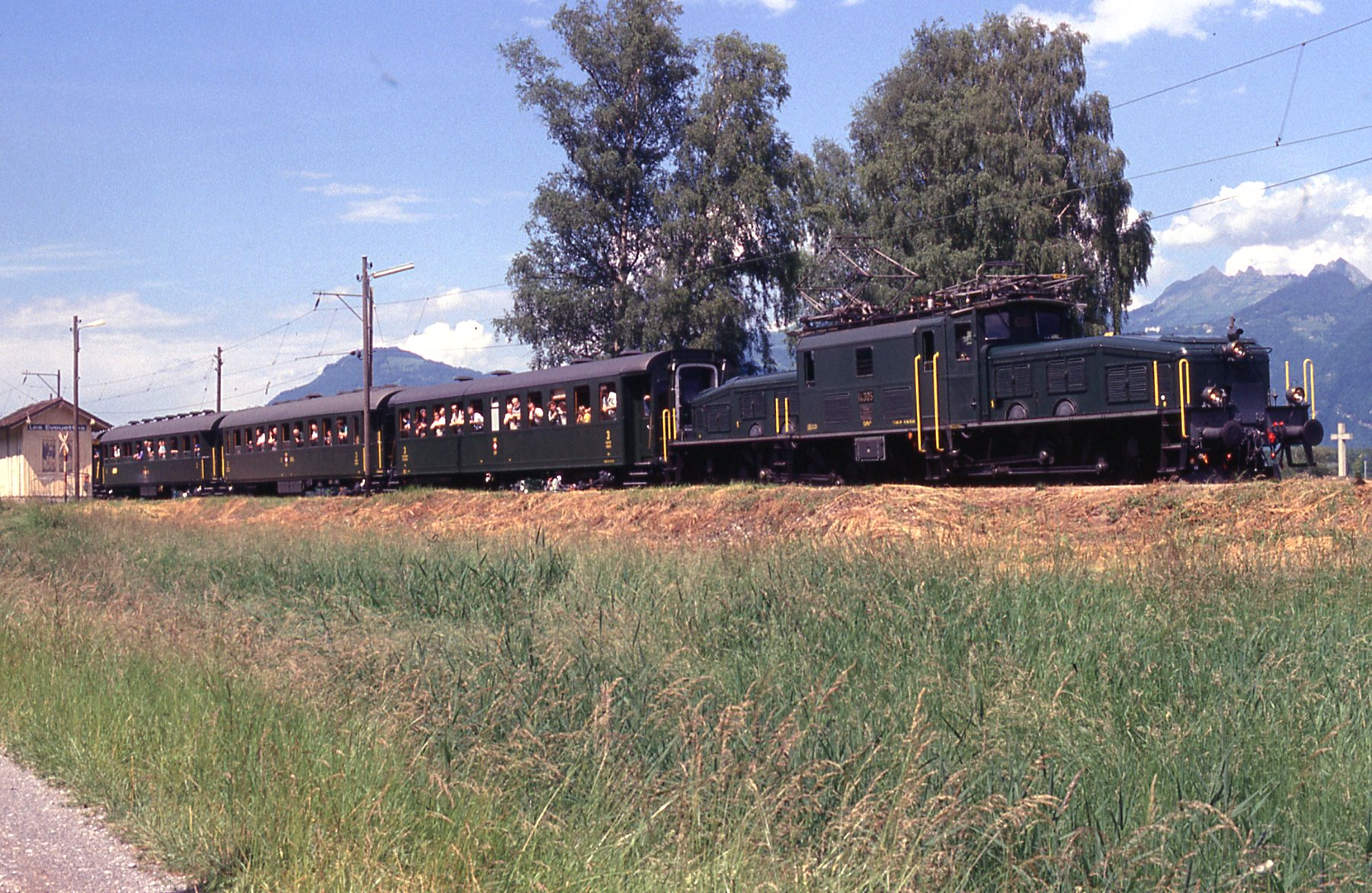
Train historique CFF, locomotive Crocodile en tête, quittant Les Évouettes en direction de Saint-Maurice. On aperçoit l'abri à gauche.

La halte des Évouettes entre en fonction avec la mise en service de la ligne St-Gingolph–Bouveret–Monthey–St-Maurice le 14 juillet 1859, sans inauguration. Un petit abri a été construit en 1930. La halte possédait également une cloche électrique, qui signalait l'arrivée du train.
Lors de la rénovation de la ligne en 2007, l'abri est démoli. Il a été remplaçé par une petite marquise et une salle d'attente vitrée, conformément aux standards des CFF. 

## Service des voyageurs

### Desserte
Les Évouettes est une halte voyageurs RegionAlps desservie par des trains Regio de la relation Saint-Gingolph - Brigue

## Passage à niveau
Jusqu'en 2007, le passage à niveau des Évouettes présentait une particularité unique en Suisse (voire en Europe) : le train n'avait pas la priorité sur le trafic automobile ! En effet, tous les trains sans exception devaient marquer l'arrêt devant le passage à niveau non gardé et n'étaient autorisés à poursuivre sa marche que si aucun véhicule routier n'était en approche. Cette disposition très spéciale, exigée par la commune lors de la construction de la ligne du Tonkin, était encore possible jusqu'au XXIe siècle par le fait qu'il ne s'agissait que d'une route secondaire à faible trafic.
Afin d'éviter un second arrêt aux trains, deux quais latéraux ont été construits de part et d'autre de la route ; ainsi, l'arrêt commercial des trains régionaux coïncide avec le cédez-le-passage.
Lors de la modernisation de la ligne en 2007, le passage à niveau a été automatisé et équipé de barrières, et ce sont désormais les voitures qui cèdent la priorité aux trains,.